# Rhabdomastix leptodoma
Rhabdomastix leptodoma är en tvåvingeart som beskrevs av Alexander 1943. Rhabdomastix leptodoma ingår i släktet Rhabdomastix och familjen småharkrankar. Inga underarter finns listade i Catalogue of Life.